# Voo Pan Am 759
O voo Pan Am 759 era um serviço domestico regular de passageiros de Miami a San Diego, com escalas em Nova Orleães e Las Vegas. No dia 9 de julho de 1982 o Boeing 727 que operava esta rota caiu no subúrbio de Kenner em Nova Orleães após sofrer uma rajada de vento após a decolagem e foi atingido por um raio. Todas as 145 pessoas a bordo morreram juntamente com mais 8 em solo. É o acidente aéreo mais mortal de 1982.

## Avião e tripulação
O avião acidentado era um Boeing 727-235 de 14 anos, com prefixo N4737 e numero de construção 19457/518, fora entregue a National Airlines em 31 de janeiro de 1968. O aparelho estava equipado com três motores Pratt & Whitney JT8D-7B, e fora rebatizado de 37 Susan/Erica e Clipper Defiance após a fusão da National com a Pan American World Airways.
No momento do acidente o avião levava 138 passageiros e 7 tripulantes. O capitão era Kenneth L. McCullers, de 45 anos e com 11,727 horas de voo, incluindo 10,595 no Boeing 727. McCullers foi descrito por outros como um piloto "acima da média", com quem era "confortável" voando devido à sua excelente julgamento e habilidades de comando. O primeiro oficial era Donald G. Pierce, de 32 anos e com 6,127 horas de voo, 3,914 delas no Boeing 727. Pierce fora descrito por outros capitães como um piloto consciente com excelentes conhecimentos de sistemas de aviões e de procedimentos e técnicas de voo da companhia. O engenheiro de voo era Leo B. Noone, de 60 anos e com 19,904 horas, incluindo 10,508 no Boeing 727. Os três tripulantes não informaram problemas de sono ou de saúde e passaram as suas provas sem problemas.